# میک بارومن
میک بارومن (به انگلیسی: Mike Barrowman) (زادهٔ ۴ دسامبر ۱۹۶۸) شناگر اهل ایالات متحده آمریکا است.